# Jean Mazuel (Vater)
Jean Mazuel (* 1568 in Paris; † 1616 ebenda) war ein französischer Violinist. Er war der Sohn von Guillaume Mazuel. Jean Mazuel war Mitglied der französischen Musikerfamilie Mazuel.

## Leben und Werk
Mazuel ist 1594 als Orchestermusiker in Paris nachgewiesen. 1601 wurde er „violon du roi“ (Violinist des Königs). Im Jahr 1602 schloss Mazuel mit 11 anderen „violons du roi“ einen Zusammenarbeitsvertrag über eine Laufzeit von 40 Jahren ab.
Jean Mazuel war gewissermaßen das „Bindeglied“ zwischen den Familien Mazuel und Molière: Er war der Musiklehrer von Agnès Mazuel, der Großmutter von Jean-Baptiste Poquelin, alias Molière, er war der Taufpate von Guillaume Poquelin, einem Onkel von Molière, und er war der Trauzeuge von Jeanne Poquelin, einer Tante Molières. Nach dem Tod Jean Mazuels unterrichtete Jeanne Poquelin dessen Kinder.